# Caroline Link
Caroline Link (1964) é uma atriz e cineasta alemã.

## Filmografia
- Der Fahnder (1985) (TV Series)
- Bunte Blumen (1988)
- Glück zum Anfassen (1989)
- Sommertage (1990)
- Kalle der Träumer (1992) (TV)
- Jenseits der Stille (1996)
- Annaluise & Anton (1999)
- Nowhere in Africa (2001)
- Im Winter ein Jahr (2008)
- Exit Marrakech (2013)